# Povodyr
Povodyr (Поводир en V. O.) es una película dramática ucraniana de 2014 dirigida por Oles Sanin. Fue nominada para representar a Ucrania en la 87ma edición de los Premios Óscar a la Mejor Película de Habla No Inglesa. La preselección (realizada en 2013) no estuvo exenta de polémica debido a que por aquel entonces tenían lugar las manifestaciones del Euromaidán de Kiev.
La película fue editada con audiodescripciones para el público invidente.

## Argumento
Durante la época soviética de Ucrania de los años 30, el ingeniero estadounidense Michael Shamrock (Jeff Burrell) llega a Járkov con su hijo de 10 años: Peter (Anton Sviatoslav Green) para "ayudar a levantar" el socialismo. Una vez allí conoce a Olga, una actriz de la que se enamora (Jamala), la cual tiene otro admirador: el Comisario Vladímir (Aleksandr Kobzar).
Cuando Michael muere en trágicas circunstancias, su hijo (ya huérfano) queda al amparo de un bardo ciego (Stanislav Boklan) que le salva de los asesinos de su padre. Sin ninguna alternativa para sobrevivir en territorio extranjero, el joven ejerce de lazarillo para él.

## Reparto
- Stanislav Boklán es Iván Kochergá.
- Jeff Burrell es Michael Shamrock.
- Antón Sviatoslav Greene es Peter Shamrock.
- Oleksandr Kobzar es Comisariado Vladimir.
- Iryna Sánina es Orysia.
- Jamala es Olga.